# Димитър Павлов (офицер)
Димитър Славов Павлов е български офицер, бригаден генерал, командир на 24-та авиационна база.

## Биография
Роден е на 12 август 1970 г. в град Хасково. През 1993 г. завършва Висшето военновъздушно училище „Георги Бенковски“. Започва службата си като младши пилот в двадесет и първи изтребителен авиополк в Узунджово. От 1994 г. е прехвърлен в 24-та авиационна база, където последователно е младши пилот, старши пилот, щурман на звено, заместник-командир и командир на звено, началник-щаб на ескадрила, началник на отделение. От 1 юли 2021 г. е заместник-командир на 24-та авиационна база. На 20 август 2024 г. е назначен за командир на 24-та авиационна база и удостоен с висше офицерско звание „бригаден генерал“, считано от 12 септември 2024 г. Летец пилот I клас. Летял на самолети L-29 и L-39, вертолети Ми-17 и „Кугар“.

## Образование
- Висше военновъздушно училище „Георги Бенковски“ (до 1993)
- Военна академия „Георги C. Pаковски“ (до 2010)
- Военна академия „Георги C. Pаковски“ (до 2018), стратегическо ръководство на отбраната и въоръжените сили.

## Военни звания
- Лейтенант (1993)
- Полковник (1 септември 2018)
- Бригаден генерал (12 септември 2024)